# Hamza bin Laden
Hamza bin Osama bin Mohammed bin Awad bin Laden (en árabe: حمزة بن أسامة بن محمد بن عوض بن لادن‎; Yeda, 1989-2019), más conocido como Hamza bin Laden, fue uno de los hijos de Osama bin Laden y virtualmente su sucesor en la conducción de Al Qaeda, hasta agosto de 2019. Hamza bin Laden tuvo la condición de apátrida al igual que su padre, así como su hermano Khalid. Este último también fue asesinado junto con Osama en la redada de los Navy SEAL de 2011, en Abbottabad (Pakistán). El 31 de julio de 2019, reportes de inteligencia de Estados Unidos informaron la muerte de Hamza durante el mandato de Donald Trump. Estos datos fueron revelados por la cadena norteamericana NBC. El 14 de septiembre de 2019 Trump confirmó su muerte en una operación antiterrorista de Estados Unidos entre Afganistán y Pakistán.

## Primeros años y familia
En enero de 2001, Hamza (entonces tenía doce años), su padre y otros miembros familiares acudieron a la boda de su hermano Mohammed bin Laden en la ciudad sureña afgana de Kandahar. Vídeos grabados en la provincia de Gazni en noviembre de ese mismo año muestran a Hamza y algunos de sus hermanos manejando restos de helicóptero de los EE. UU. y trabajando junto a los talibanes.
En marzo de 2003,  se afirmó que Hamza y su hermano Saad bin Laden había sido heridos y capturados en Rábida, Afganistán. Esta afirmación finalmente se demostró que era falsa.
Hamza se casó con una hija de Abdullah Ahmed Abdullah cuando tenía diecisiete años .
En agosto de 2018, The Guardian citó a los tíos de Hamza diciendo que él se había casado con una hija de uno de los secuestradores del 11-S Mohamed Atta. Pero el hermano de Hamza, Omar Osama bin Laden negó la noticia.

## Carrera con al-Qaeda
En un vídeo de 2005 titulado El Muyahidín de Waziristan, Hamza aparece participando en una agresión de al-Qaeda a las fuerzas de seguridad paquistaníes en la región tribal del sur de Waziristán entre Afganistán y Pakistán. En septiembre de 2007, se informó que él estaba de nuevo en las áreas tribales -una zona que abarca la región fronteriza entre Pakistán y Afganistán-, ejerciendo un papel destacado al frente de las fuerzas de al-Qaeda.
En julio de 2008, The Sun publicó una traducción de un poema que se decía que fue escrito por Hamza, el cual había sido publicado en un sitio de web islámico extremista. En el poema, Hamza escribió "Acelerar la destrucción de América, Gran Bretaña, Francia y Dinamarca." En respuesta, el parlamentario británico Patrick Mercer bautizó a Hamza bin Laden como el Príncipe Heredero del Terror.
Hamza bin Laden estuvo implicado en el asesinato de 2007 de la antigua Primera ministra Pakistaní Benazir Bhutto. Sin embargo, según un interrogatorio de un ex-portavoz de al-Qaeda Sulaiman Abu Ghaith, Hamza estaba bajo arresto domiciliario en Irán cuando Bhutto fue asesinada y no fue liberado hasta 2010.
El 14 de agosto de 2015,  lanzó un mensaje de audio por primera vez. Llamó a seguidores en Kabul, Bagdad y Gaza a hacer la guerra yihad, o guerra santa, en Washington, Londres, París y Tel Aviv.
El 11 de mayo de 2016, se informó que él había lanzado un mensaje de audio centrado en los asuntos de Palestina y la guerra civil siria. Dijo que la "revolución siria bendita" había hecho más probable la perspectiva de "liberar" Jerusalén. "La umma (nación) islámica debería centrarse en la yihad en al-Sham (Siria) … y unir los rangos de muyahidín," dijo. "Ya no hay excusa para quienes insisten en la división y en las disputas ahora que el mundo entero se ha mobilizado contra los musulmanes."
En julio de 2016, los medios de comunicación informaron que se había emitido un mensaje de audio amenazando a los Estados Unidos de América en venganza por la muerte de su padre. En el discurso de veintiún minutos titulado "Todos Somos Osama", dijo que "continuaremos golpeándote y apuntándote a tu país y en el extranjero en respuesta a vuestra opresión de las personas de Palestina, Afganistán, Siria, Irak, Yemen, Somalia y el resto de las tierras musulmanas que no sobrevivieron a vuestra opresión," dijo Hamza. "En cuanto a la venganza por la nación islámica para Sheikh Osama, que Alá tenga misericordia de él, no es venganza para la persona de Osama, es venganza para quienes defendieron el Islam." En mayo de 2017, se publicó una grabación por Tan-Sahab de Hamza bin Laden, animando a cometer ataques terroristas contra objetivos occidentales.
A la luz de su creciente influencia dentro de al-Qaeda, los Estados Unidos designaron a Hamza bin Laden como terrorista gobal en enero de 2017. Por ello su nombre fue incluido en una lista negra para restringir sus movimientos y capacidades económicas.
En mayo de 2017, se emitió un vídeo en el cual él llama a sus seguidores a atacar a los judíos, a los estadounidenses, a los occidentales y a los rusos, a través de los ataques de lobos solitarios usando cualquier medio posible.
El 28 de febrero de 2019, el Departamento de Estado de los Estados Unidos ofreció una recompensa de hasta un millón de dólares estadounidenses por información que les llevara a la identificación o localización en cualquier país de Hamza bin Laden.
El 1 de marzo de 2019, el Reino de Arabia Saudita anunció que había revocado la ciudadanía de bin Laden.  El 31 de julio de 2019, reportes de inteligencia de Estados Unidos revelados por la cadena de televisión estadounidense NBC informaron la muerte de Hamza. El 14 de septiembre de 2019 Trump confirmó su muerte en una operación antiterrorista de Estados Unidos entre Afganistán y Pakistán.

## Redada de mayo de 2011
Hamza era hijo de Khairiah Sabar de Arabia Saudí, una de las tres esposas de bin Laden que vivían en la casa de Abbottabad.

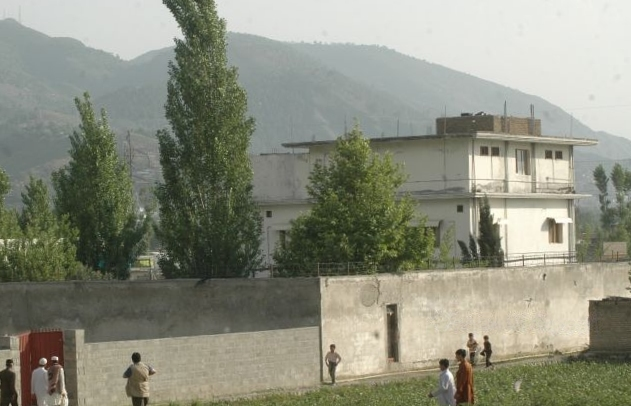
La última casa de Osama bin Laden, en Abbottabad.

El interrogatorio de las mujeres supervivientes de Osama bin Laden por los servicios secretos pakistaníes después de la redada en la casa de Abbottabad reveló que Hamza era la única persona desaparecida. No se encontraba entre los muertos ni entre los heridos. La redada conducida por el equipo SEAL fue minuciosa: tecnología infrarroja, así como tropas de tierra, aseguraron que nadie dentro del recinto había escapado. No había túneles de salida ocultos.
En una carta confiscada en la redada, escrita por bin Laden y dirigida a su "Jefe de Personal" Atiyah Abd al-rahman, este menciona su deseo de que Hamza sea educado en Catar como un erudito religioso para que pudiese "refutar lo incorrecto y las sospechas levantadas alrededor de la Yihad." La misma carta reveló que Hamza no huyó de la redada porque ni siquiera estaba presente en Abbottabad. Otras cartas halladas en la casa también confirmaron que Osama estaba preparando a Hamza para ser su heredero, después de la muerte del hermano mayor de Hamza, Saad, en un ataque con drones de los Estados Unidos en 2009.